# Каскавел (микрорегион, Парана)

Каскавел на карте.

Каскавел (порт. Microrregião de Cascavel) — микрорегион в Бразилии. входит в штат Парана. Составная часть мезорегиона Запад штата Парана. 
Население составляет 	432 978	 человек (на 2010 год). Площадь — 	8516,072	 км². Плотность населения — 	50,84	 чел./км².

## Демография
Согласно сведениям, собранным в ходе переписи 2010 г. Национальным институтом географии и статистики (IBGE), население микрорегиона составляет:						
| Полное население                             | Полное население                             | Полное население                             | Полное население                             | 432 978 |
| -------------------------------------------- | -------------------------------------------- | -------------------------------------------- | -------------------------------------------- | ------- |
| в том числе:                                 | Городское население                          | 369 888                                      | Процент городского населения, %              | 85,43   |
|                                              | Сельское население                           | 63 090                                       | Процент сельского населения, %               | 14,57   |
|                                              | Мужское население                            | 213 394                                      | Процент мужского населения, %                | 49,29   |
|                                              | Женское население                            | 219 584                                      | Процент женского населения, %                | 50,71   |
| Плотность населения, чел/км²                 | Плотность населения, чел/км²                 | Плотность населения, чел/км²                 | Плотность населения, чел/км²                 | 50,84   |
| Население микрорегиона в % к населению штата | Население микрорегиона в % к населению штата | Население микрорегиона в % к населению штата | Население микрорегиона в % к населению штата | 4,15    |

## Статистика
- Валовой внутренний продукт на 2003 год составляет 4 259 880 653,00 реалов (данные: Бразильский институт географии и статистики).
- Валовой внутренний продукт на душу населения на 2003 год составляет 10 273,71 реалов (данные: Бразильский институт географии и статистики).
- Индекс развития человеческого потенциала на 2000 год составляет 0,785 (данные: Программа развития ООН).

## Состав микрорегиона
В составе микрорегиона включены следующие муниципалитеты:
1. Анаи
2. Боа-Виста-да-Апаресида
3. Браганей
4. Кафеландия
5. Кампу-Бониту
6. Капитан-Леонидас-Маркис
7. Каскавел
8. Катандувас
9. Корбелия
10. Нова-Аурора
11. Диаманти-ду-Сул
12. Гуараниасу
13. Ибема
14. Игуату
15. Линдуэсти
16. Санта-Лусия
17. Санта-Тереза-ду-Уэсти
18. Трес-Баррас-ду-Парана